# Sciades marmoreus
Sciades marmoreus är en skalbaggsart som beskrevs av Francis Polkinghorne Pascoe 1864. Sciades marmoreus ingår i släktet Sciades och familjen långhorningar. Inga underarter finns listade i Catalogue of Life.